# Alex Salmond
Alexander Elliot Anderson "Alex" Salmond (født 31. december 1954 i Linlithgow, Storbritannien, død 12. oktober 2024 i Ohrid, Nordmakedonien) var en skotsk politiker, som var Skotlands fjerde førsteminister fra maj 2007 til 2011. Han var leder af Det Skotske Nationalparti (SNP) og var medlem af Skotlands parlament. Fra 1987 til 2010 var han medlem af det britiske parlament for Banff og Buchan, og blev igen valgt i 2015. Salmond har tidligere været leder af SNP fra september 1990, indtil han trådte tilbage i september 2000.
Han er oprindeligt fra Linlithgow i West Lothian vest for Edinburgh, og Salmond har en kandidatgrad i økonomi og historie fra Universitetet i St. Andrews. Efter endt uddannelse begyndte han sin karriere i regeringens økonomiske service (GES), og senere blev han ansat hos Royal Bank of Scotland som energiøkonom, hvor han skrev og gav interviews i vidt omfang til både indenlandske og internationale medier.
Efter oprettelsen af det skotske parlament i 1999 blev han valgt som MSP for Banff og Buchan, således at han repræsenterede området som medlem af både det britiske (MP) og skotske parlament (MSP). Salmond trådte tilbage som leder af SNP i 2000 og søgte ikke genvalg til det skotske parlament. Han valgte dog at beholde sit Westminster-mandat ved valget i 2001. Salmond blev igen valgt til SNP leder i 2004 og år efter genvandt han Banff og Buchan-mandatet i parlamentsvalget. I 2006 annoncerede han, at han agtede at stille op i Gordon-kredsen i det skotske parlamentsvalg i 2007, et valg, hvor Salmond besejrede den siddende MSP, og hvor SNP nationalt blev det største parti i parlamentet. Salmond blev valgt som førsteminister af det skotske parlament den 16. maj 2007.
Som førsteminister stod Salmond fra 2007 til 2011 i spidsen for en skotsk mindretalsregering, men efter valget i 2011 opnåede SNP absolut flertal. Politisk var Salmond en af de fremmeste fortalere for skotsk uafhængighed, og han har gentagne gange opfordret til en folkeafstemning om spørgsmålet. Salmond har kæmpet mod global opvarmning og regeringen har forpligtet Skotland til at lovgive om udledningsreduktion og generering af vedvarende energi. Andre tilbagevendende kampagnetemaer er atomnedrustning og modstand mod invasionen af Irak i 2003.
Alex Salmond døde 12. oktober 2024, 69 år gammel. Han havde holdt en tale i Nordmakedonien tidligere på dagen og kollapsede efterfølgende.